# Crataegus harbisonii
Crataegus harbisonii är en rosväxtart som beskrevs av Chauncey Delos Beadle. Crataegus harbisonii ingår i Hagtornssläktet som ingår i familjen rosväxter. Inga underarter finns listade i Catalogue of Life.